# San Lorenzo (Séville)
Pour les articles homonymes, voir San Lorenzo.
San Lorenzo est un quartier de la ville andalouse de Séville, en Espagne, situé dans le district Casco Antiguo.

## Limites du quartier
Situé au nord-ouest du district Casco Antiguo, le quartier est limité au nord-ouest par le canal Alphonse-XIII qui le sépare du district de Triana, au nord par les rues Resolana, Vib-Arragel, Calatrava, Reposo, Yuste, Santa Clara, Arte de la Seda et Lumbreras qui le séparent du quartier de San Gil, à l'est par la Promenade d'Hercule et par la rue Trajano qui le séparent du quartier de Feria, au sud par la rue Conde de Barajas qui forme sa courte frontière avec le quartier d'Encarnación-Regina, puis par la suite de la rue Conde de Barajas, la place San Lorenzo et par les rues Juan Rabadán, San Vicente et Curtidurías qui le séparent du quartier de San Vicente.

## Points d'intérêt
- Monastère de Saint-Clément (es)
- Couvent Sainte-Claire
- Couvent de Santa Ana (es)

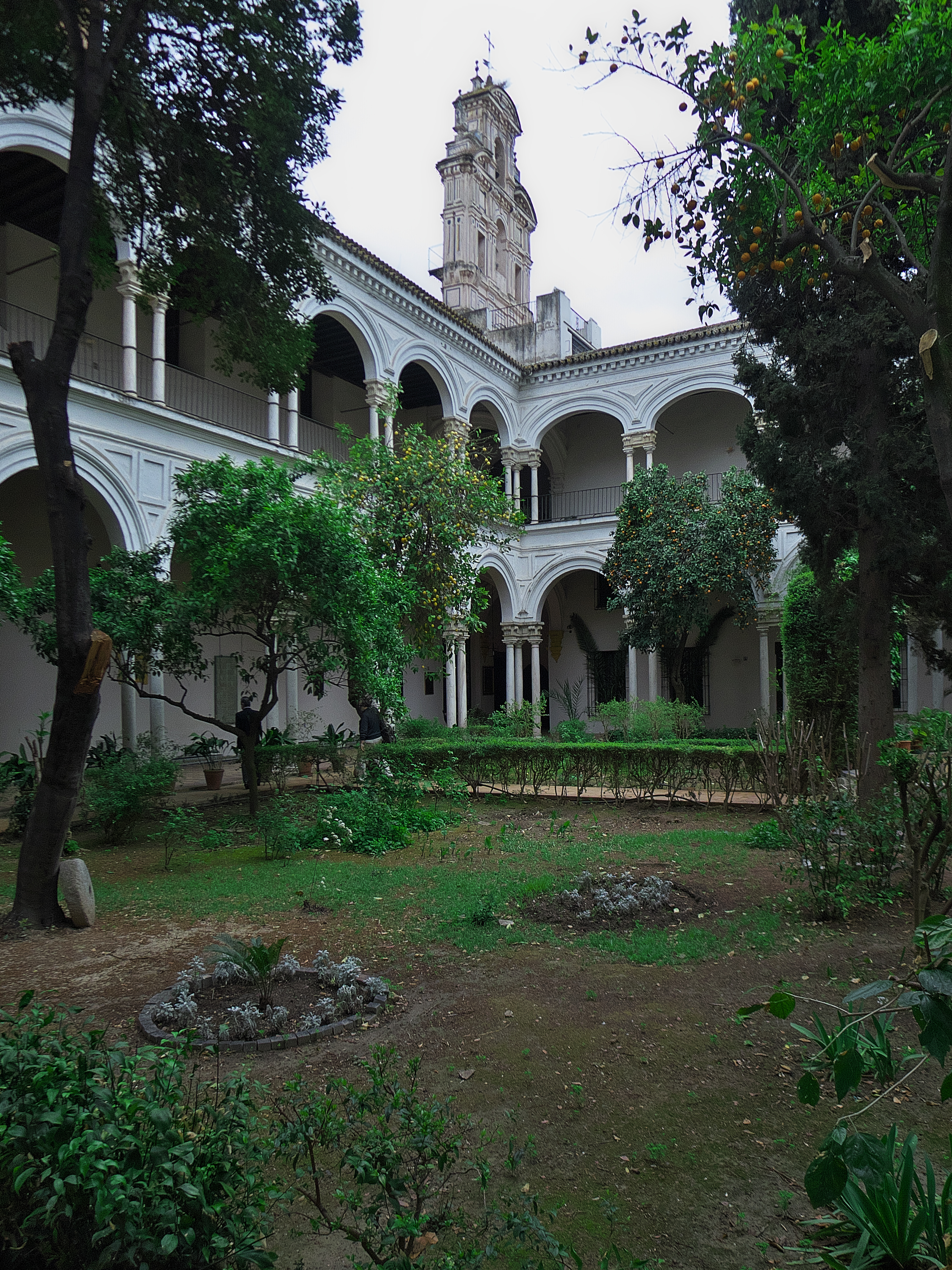
Le cloître du monastère de Saint-Clément
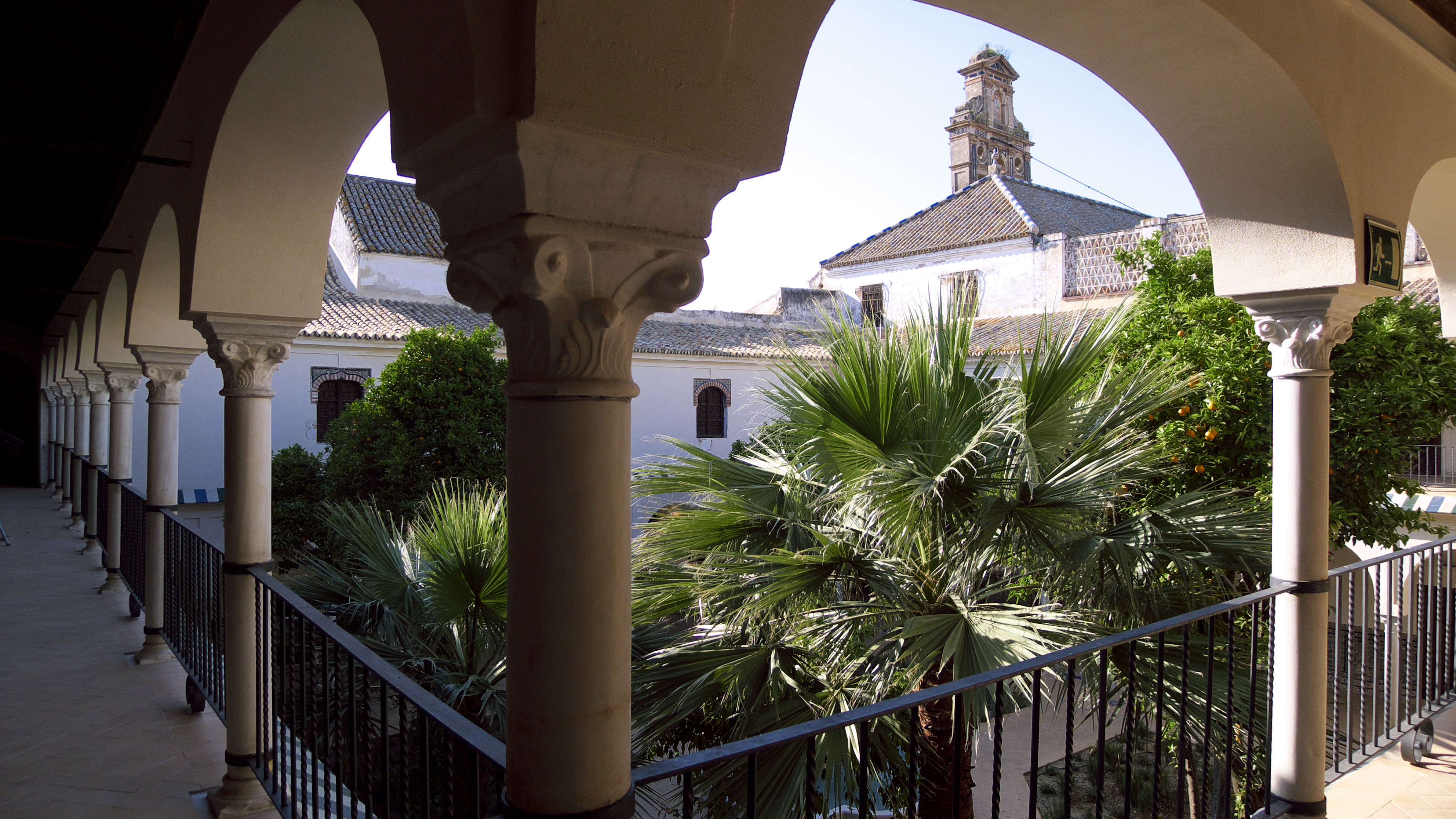
Le cloître du couvent de Santa Clara
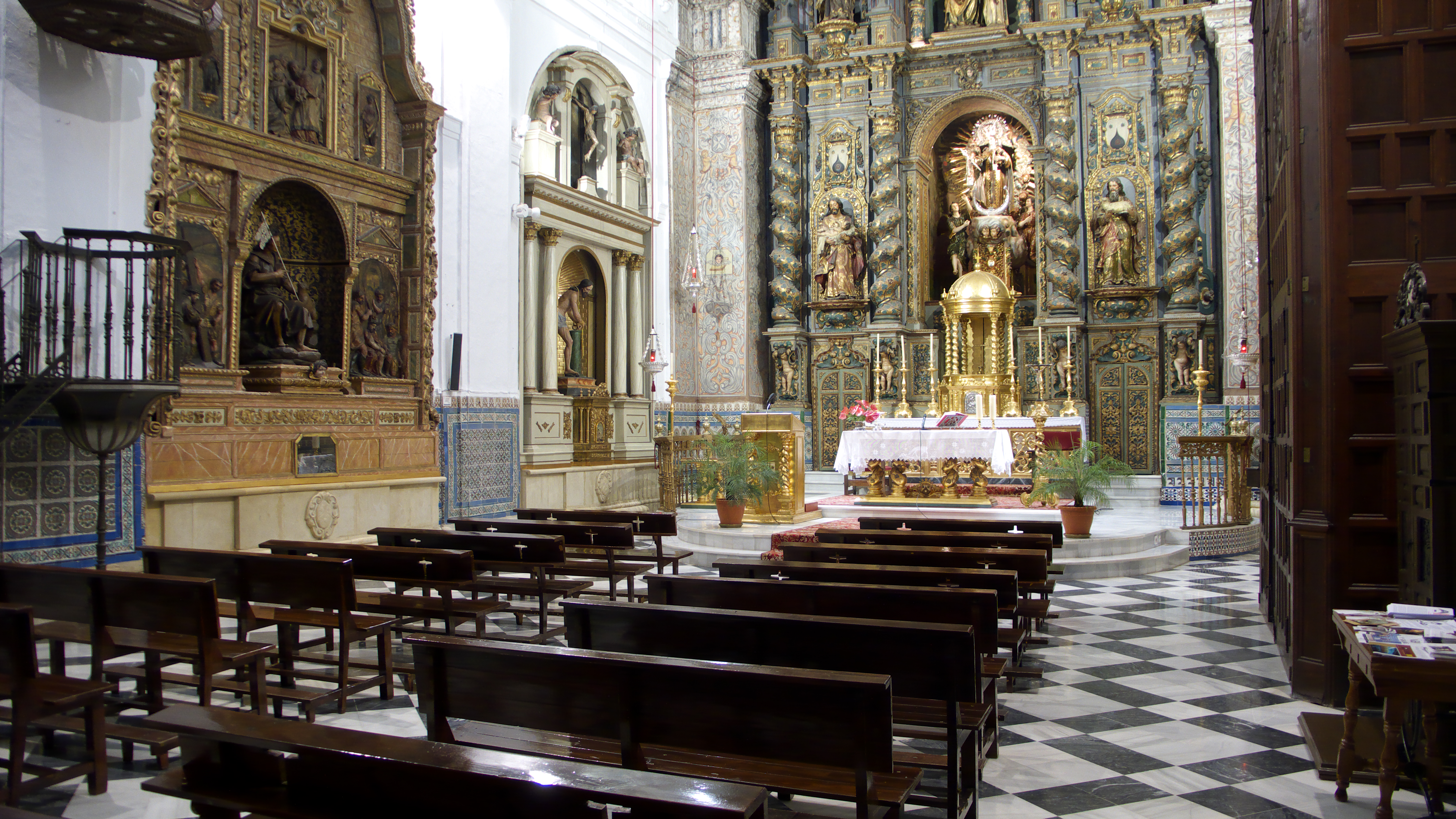
L'église du couvent de Santa Ana